# Bitmessage
Bitmessage – zdecentralizowana szyfrowana sieć p2p. Protokół komunikacyjny trustless, który może być używany przez jedną osobę do wysyłania zaszyfrowanych komunikatów do innej osoby lub do wielu abonentów. Bitmessage szyfruje wiadomości w skrzynce odbiorczej każdego użytkownika za pomocą silnego szyfrowania i replikuje go wewnątrz swojej Sieci miksującej P2P w skrzynkach pocztowych innych użytkowników w celu ukrycia tożsamości użytkownika. Zapobiega to podsłuchiwaniu i chroni sieć przed wszelką kontrolą. Protokół komunikacyjny Bitmessage pozwala uniknąć nadawcy podszywania się przez uwierzytelnianie i ukrywanie metadanych z podsłuchów.
W czerwcu 2013 nastąpił nagły wzrost liczby użytkowników po doniesieniach śledzeniu e-maili przez USA National Security Agency.

## Aplikacje
Klientem komunikatorem przeznaczonym dla Bitmessage jest PyBitmessage. Bitseal jest alternatywnym klientem na Androida.

## Działanie
Bitmessage działa dzięki szyfrowaniu wszystkich wiadomości przychodzących i wychodzących przy użyciu kryptografii klucza publicznego tak, że tylko odbiorca wiadomości jest w stanie rozszyfrować ją. W celu osiągnięcia anonimowości:
- Bitmessage replikuje wszystkie wiadomości wewnątrz własnej sieci anonimowej P2P, więc miksuje wszystkie zaszyfrowane wiadomości danego użytkownika i wszystkich zaszyfrowanych wiadomości wszystkich innych użytkowników sieci, co utrudnia śledzenie, który komputer jest rzeczywistym twórcą wiadomości i który komputer jest odbiorcą wiadomości.
- Bitmessage wykorzystuje adresy zawierające pozornie losowe liczby i litery (na przykład BM-BcbRqcFFSQUUmXFKsPJgVQPSiFA3Xash). Bitmessage wymaga tego rodzaju adresów, w celu zapewnienia, silnego szyfrowania oraz aby upewnić się, że prawdziwa nazwa użytkownika nie może być odzyskana z adresu użytkownika. Adresy Bitmessage przypominają adresy Bitcoin, a jego klucze są zgodne z kluczami Bitcoin.
- Bitmessage używa kluczy publicznych, w związku z tym tylko adresat wiadomości jest w stanie rozszyfrować ją. Algorytm szyfrowania działa w taki sposób, że nawet nadawca pierwotny nie jest w stanie rozszyfrować z powrotem swojej wiadomości ze względu na fakt, że różne klucze są stosowane do szyfrowania i deszyfrowania. Dokładniej, Bitmessage używa 256-bitowych kluczy ECC i OpenSSL do funkcji kryptograficznych.
- Wiadomości wychodzące nie zawierają żadnego wyraźnego adresata odbiorcy wiadomości. Dlatego też, każdy uczestnik sieci próbuje odszyfrować wszystkie wiadomości przechodzące przez sieć, nawet jeśli wiadomość nie została pierwotnie przeznaczone dla tego uczestnika sieci. Ponieważ tylko rzeczywisty odbiorca może odszyfrować wiadomości przeznaczone dla niego, wszyscy uczestnicy sieci wiedzą, że jeśli nie uda się odszyfrować wiadomości to wiadomość nie była przeznaczona dla nich.
- Oryginalny nadawca wie, czy odbiorca otrzymał wiadomość lub nie (poprzez system potwierdzenia), ale nadawca nie może dowiedzieć się, z jakiej sieci uczestnik jest rzeczywistym beneficjentem, ponieważ wszyscy uczestnicy sieci będą miały zaszyfrowane wiadomości przechowywane na komputerze, niezależnie od tego, czy wiadomości przeznaczony był dla nich, czy nie.
- Węzły Bitmessage przechowują zaszyfrowane wiadomości tylko przez dwa dni przed ich usunięciem, Dlatego wiadomości nie są zarchiwizowane w sieci. Nowe węzły łączące się z siecią mogą jedynie pobrać i nadawać wiadomości z ostatnich dwóch dni. Wszystkie wiadomości, które nie uzyskały potwierdzenia, można ponownie wysłać przez autora wiadomości po upływie dwóch dni.

### Chan
Począwszy od wersji 0.3.5, Bitmessage wprowadzono dodatkową funkcję o nazwie  chan, zdecentralizowane anonimowe listy dyskusyjne. W przeciwieństwie do tradycyjnych list dyskusyjnych używanych za pośrednictwem e-mail:
- chan nie można wyłączyć dowolnego serwera lub grupy serwerów ze względu na zdecentralizowany charakter Chan.
- chan nie może być skutecznie ocenzurowane, ponieważ każdy użytkownik Bitmessage kto zna hasło chan może odczytać chan lub pisać wiadomości na chan.

## Rozwój
Koncepcja Bitmessage została wymyślona przez dewelopera Jonathana Warrena na podstawie zdecentralizowanej cyfrowej waluty Bitcoin. Program został wydany w listopadzie 2012 na licencji MIT. Kod źródłowy jest napisany w Pythonie i używa wieloplatformowego frameworka Qt oraz OpenSSL dla funkcji kryptograficznych, jest on dostępny dla systemów Microsoft Windows, Mac OS i Linux.